# Krügers Odyssee
Krügers Odyssee ist ein deutscher Fernsehfilm des Regisseurs Marc-Andreas Bochert, der 2018 im Auftrag der ARD veröffentlicht wurde. Bei der Komödie handelt sich um die Geschichte des Rentners Paul Krüger, der sich gern für seine Familie einsetzt, was ihn diesmal nach Griechenland führt. Die Hauptrolle wird von dem Schauspieler Horst Krause verkörpert.

## Handlung
Krügers Enkeltochter Annie ist hochschwanger und will ihren Freund Deniz heiraten. Sie besteht aber darauf auch ihren Vater Harald dabei zu haben, obwohl sie den bisher noch nie kennengelernt hat. Da sie selber in ihrem Zustand nicht reisen kann, macht sich Opa Paul mit seinen beiden Freunden Ecki und Bernd auf den Weg. Von Harald, einem angeblichen One-Night-Stand von Krügers Tochter Susanne, weiß man nur, dass er vor Jahren eine Taverne in Troufaki eröffnen wollte.
In Griechenland angekommen machen sich die drei vom Flughafen per Taxi weiter zum Hafen von Troufaki, wo sie nach einigem Suchen tatsächlich vor „Harrys Taverna“ stehen. Dort schockieren sie die Inhaberin, dass ihr Mann in Deutschland eine Tochter hätte. Das Missverständnis klärt sich dann aber schnell, als der wahre Ehemann erscheint und dies gar nicht Harald ist. Zumindest wissen die drei, wo sie Harald suchen müssen: auf der Insel Ithaka, doch da keine Fähre kommt, müssen sie mit einem kleinen Fischkutter übersetzen. Doch landen sie nicht im „Deutschen Dorf“, wo Harald sein soll, sondern auf der anderen Seite der Insel. Ein freundlicher Grieche nimmt die drei aber bereitwillig auf seinem Transporter mit. Die Bewohner des Dorfes sind für Paul, Ecki und Bernd allerdings mit ihrer „Kommunenstruktur“ gewöhnungsbedürftig und Harald ist hier schon lange nicht mehr. Er wollte seine „Mitte finden“ und sei in ein Kloster gegangen. Mit einem Schlauchboot geht es zurück nach Ithaka und von dort aus per Fähre zur nächsten Insel und mit einem Mietwagen in die Berge. Trotz Karte nehmen sie einen falschen Weg und bleiben mit dem Auto stecken, aber ein freundlicher Grieche hilft ihnen weiter und lädt sie sogar zum Essen zu sich nach Hause ein. Das Kloster Agios Stepanopolos ist noch weiter oben auf dem Berg, wo ihnen das Auto nichts nützt. So steigen sie auf Esel um und müssen das letzte Stück zu Fuß. Endlich angekommen werden sie wenig freundlich begrüßt, weil man hier in der Fastenzeit keine Gäste empfangen würde. Kurzerhand outet sich Paul als Pilger und bittet, zu Eckis Ärger, mitfasten zu dürfen. Nur so kommen sie näher zu Harald, der aber gerade meditiert und nicht gestört werden darf. Für Paul dauert das zu lange und er setzt sich neben Bruder Kyrin, wie Harald sich hier nennt, und erklärt ihm sein Problem. Für Harald kommt das alles sehr überraschend, denn er wusste bis heute gar nicht, dass er eine Tochter hat. Nachdem er sich gefangen hat bittet er Paul wieder abzureisen, weil er sein altes Leben abgelegt hätte. Ehe Paul mit seinen beiden Freunden aber den Rückweg antritt, ruft er seine Tochter Susanne an und beordert sie hierher, damit sie mit Harald selber redet. Nach einigen Unstimmigkeiten sieht Susanne ein, damals wohl nicht richtig gehandelt zu haben, als sie selbstherrlich entschieden hatte, Harald nichts von der Vaterschaft zu sagen. Das stimmt ihn am Ende um und er reist nach Berlin, um endlich seine Tochter kennenzulernen. Er trifft gerade noch rechtzeitig ein, Annie zum Alter zu führen.

„Ob Deutscher, Grieche oder Türke, wir sind bald alle eine Familie.“

## Hintergrund
Aufgrund der längen Pause seit dem ersten Teil wurden einige wiederkehrende Rollen neu besetzt. So musste für Marie Gruber Ersatz gefunden werden und deshalb übernahm Manon Straché die Rolle der Karin. Für Anna Unterberger als Krügers Enkelin Anni spielte Anna Hausburg und die Rolle von Karim Günes als Annias Ehemann übernahm Emre Aksizoglu.
Die Dreharbeiten erfolgten vom 27. September bis zum 3. November 2016 in Berlin und Griechenland. Der Film wurde im Rahmen des Butzbacher Kinosommers am 5. August 2017 uraufgeführt.

## Rezeption

### Einschaltquote
Die Erstausstrahlung von Krügers Odyssee erfolgte am 4. November 2022 und wurde in Deutschland von 3,37 Millionen Zuschauern gesehen. Er erreichte einen Marktanteil von 12,4 Prozent für Das Erste.

### Kritiken
Thomas Gehringer wertete für Tittelbach.tv und schrieb: „Horst Krause alias Paul Krüger geht wieder auf Reisen. Diesmal muss der knuffige Berliner den unbekannten und verschollenen Vater seiner Enkelin in Griechenland auftreiben. Ihn begleiten zwei befreundete Stammtisch-Philosophen, mehrere Gläser Bockwürstchen, jede Menge Vorurteile und Halbwissen. Wie sich das Trio durchs Land ziehend eines Besseren belehren lässt, hat streckenweise Unterhaltungswert. Auch macht das komödiantische Road-Movie mit seinen Landschaftsaufnahmen Lust auf Urlaub in Griechenland, aber altbackener Humor, vorhersehbare Geschichte & antiquierte Rollenbilder dämpfen das Vergnügen.“
Die Frankfurter Neue Presse meldete: „Warum Horst Krause in zwei ARD-Filmen plötzlich Paul Krüger heißen muss, wissen die Damen und Herren von der Degeto wahrscheinlich selbst nicht. Könnte doch das, was Krüger hier widerfährt, ebenso gut auch Horst Krause passieren.“ „Die Überraschung liegt aber darin, wie leicht und locker“ sich die Handlung gestaltet. „Gar nicht mal so selten gibt es sogar ausgesprochen schöne Gags, so etwa nach einer rasanten Taxifahrt.“ „Nebenbei erzählt sie auch ein wenig über erotische Sehnsüchte im Alter und arbeitet dabei immer wieder auf bemerkenswert humorvolle Weise die Konfrontation der drei Biedermänner mit einer ungewohnten Mentalität heraus.“
Tilmann P. Gangloff urteilte für kino.de und war der Meinung: „Wenn unterschiedliche Kulturen aufeinanderprallen, ist der Witz in der Regel das Resultat eines Vorurteils: weil ein meist älterer und gern verbohrter Deutscher erkennen muss, dass die Anderen Menschen wie er selbst sind.“ „Die Handlung ist ohnehin weit mehr als bloß ein Vorwand für die Odyssee, in der Menschen mit humanistischer Bildung selbstverständlich diverse Anspielungen auf die Irrfahrten des Odysseus entdecken werden. Auch die Dialoge machen großen Spaß. Was sich die drei Freunde, die ständig zwischen Streit und Versöhnung pendeln, an den Kopf werfen, hat zum Teil echten Aphorismencharakter. Außerdem fallen die geäußerten Vorurteile ausnahmslos auf das Trio zurück, zumal Bochert jedes Griechenklischee prompt mit typisch deutschen Verhaltensweisen kontert. Trotzdem ist „Krügers Odyssee“ kein Klamaukfilm; der Regisseur streut immer wieder nachdenkliche Momente ein. Es wäre daher schön, wenn sich in Krügers Biografie weitere Bezüge zu südeuropäischen Gefilden finden ließen.“